# Jonesboro (Geórgia)
Jonesboro é uma cidade localizada no estado americano de Geórgia, no Condado de Clayton.

## Demografia
Segundo o censo americano de 2000, a sua população era de 3829 habitantes.
Em 2006, foi estimada uma população de 3898, um aumento de 69 (1.8%).

## Geografia
De acordo com o United States Census Bureau tem uma área de 6,8 km², dos quais 6,7 km² cobertos por terra e 0,1 km² cobertos por água. Jonesboro localiza-se a aproximadamente 288 m acima do nível do mar.

## Localidades na vizinhança
O diagrama seguinte representa as localidades num raio de 12 km ao redor de Jonesboro.